# John Andersson (Motalakungen)
John Andersson, kallad Motalakungen, född 24 januari 1837 i i Myckeläng, Erikstad socken i Dalsland, död i januari 1913 i Motala, var entreprenör i Motala.   
John Andersson växte upp i ett småbrukarhem. Efter anställning vid en spannmålsfirma i Åmål for han på 1860-talet till England där han arbetade på kontor. När han kom tillbaka hade han lärt sig engelska och fått många kontakter, bland annat med brännvinskungen L.O. Smith, som gjorde Andersson till chef för spritfabriken i Falköping och senare för Motala spritfabrik, som han övertog I början av 1880-talet. Fabriken gav stora inkomster och Andersson startade många nya företag i staden. Genom anläggandet av en elektrisk kraftstation försåg han Motala med elektrisk gatubelysning som en av de första städerna i Sverige. Han grundade vidare Holms pappersbruk, en vaddfabrik, en spikfabrik, en tvättinrättning och omkring 1890 Motala Chokladfabrik, vilken senare flyttades till Ljungsbro och övertogs av Cloetta. I Motala ström startade Andersson en laxodlingsanstalt.
Han satt även som ordförande i stadsfullmäktige, var landstingsman och vid ett tillfälle kandiderade han till riksdagen.
I början av 1900-talet drabbades Andersson av en stor ekonomisk kris som även drabbade alla hans företag. Hans hem, den tornprydda villan Strömsborg (idag känt som Villa Toss), på Kvarnön vid Göta kanal i Motala, såldes på auktion. De sista åren av sitt liv levde hans lilla familj i en av flygelbyggnaderna hos kapten Carl Anton Ahlbom i det nuvarande Motala rådhus.
John Andersson var gift med Maria Kristina Andersson och far till Harald André.